# Рыбная площадь (Братислава)
Рыбная площадь (словац. Rybné námestie) — площадь в Братиславе в районе Старого города. Она расположена на западной окраине исторической зоны Братиславы. Пространство, сформированное еще со времен Средневековья, представляет собой лишь восточную окраину первоначальной площади, на внешний вид которой очень заметно повлияло строительство сегодняшнего моста СНП в 1970-х годах .
Сегодня Рыбная площадь — это пространство, граничащее с Гвездославовой площадью с востока, набережной Дуная с юга и подъемным пандусом моста СНП с запада; северная граница — западная стена дома, в котором находится Международный дом детского творчества «Вибиана».

## История
Первоначально площадь представляла собой пустырь за пределами городских стен, граничащий с глубоким Дунайским заливом. 
Благодаря своему расположению рядом с рекой, это место с незапамятных времен служило местным рыбакам, продавшим здесь свой улов. Однако мясники, гончары и другие ремесленники также предлагали свои товары на местном рынке. Согласно сохранившимся записям, в XV веке здесь располагалось передовое укрепление замка, получившее название Новый или Белый табор.
Со временем открытое пространство превратилось в городскую площадь. В начале XVIII века тут установили две чумные колонны, одна из которых стоит до сих пор. В следующем столетии, особенно после снесения стен в 1980-х годах, здесь началось интенсивное строительство. Еще в 1746 году на этом месте упоминалась гауптвахта, позднее, в 1778 году - зернохранилища и налоговый пост.
Дунайская затока постепенно исчезла, а русло реки отошло от площади. 
Площадь располагалась на юго-восточной окраине Подградья и граничила с первоначальным поселением Выдрица, поэтому и получила название выдрицкой. Столетие спустя, когда на это место переехали торговцы рыбой с Франтишканской площади, закрепилось то название, которое оно носит по сей день.
С середины 19 века Рыбная площадь служила связующим звеном между Старым городом, Подградьем и районом Франца-Иосифштадта (Город Франтишека Йозефа). К площади сходились улицы с севера и запада  -- с севера это была улица Жидовска, а с запада соединялись три параллельные улицы — с севера улица Выдрицка, с южной границу образовывал ряд домов, за которыми лежала набережная Дуная.

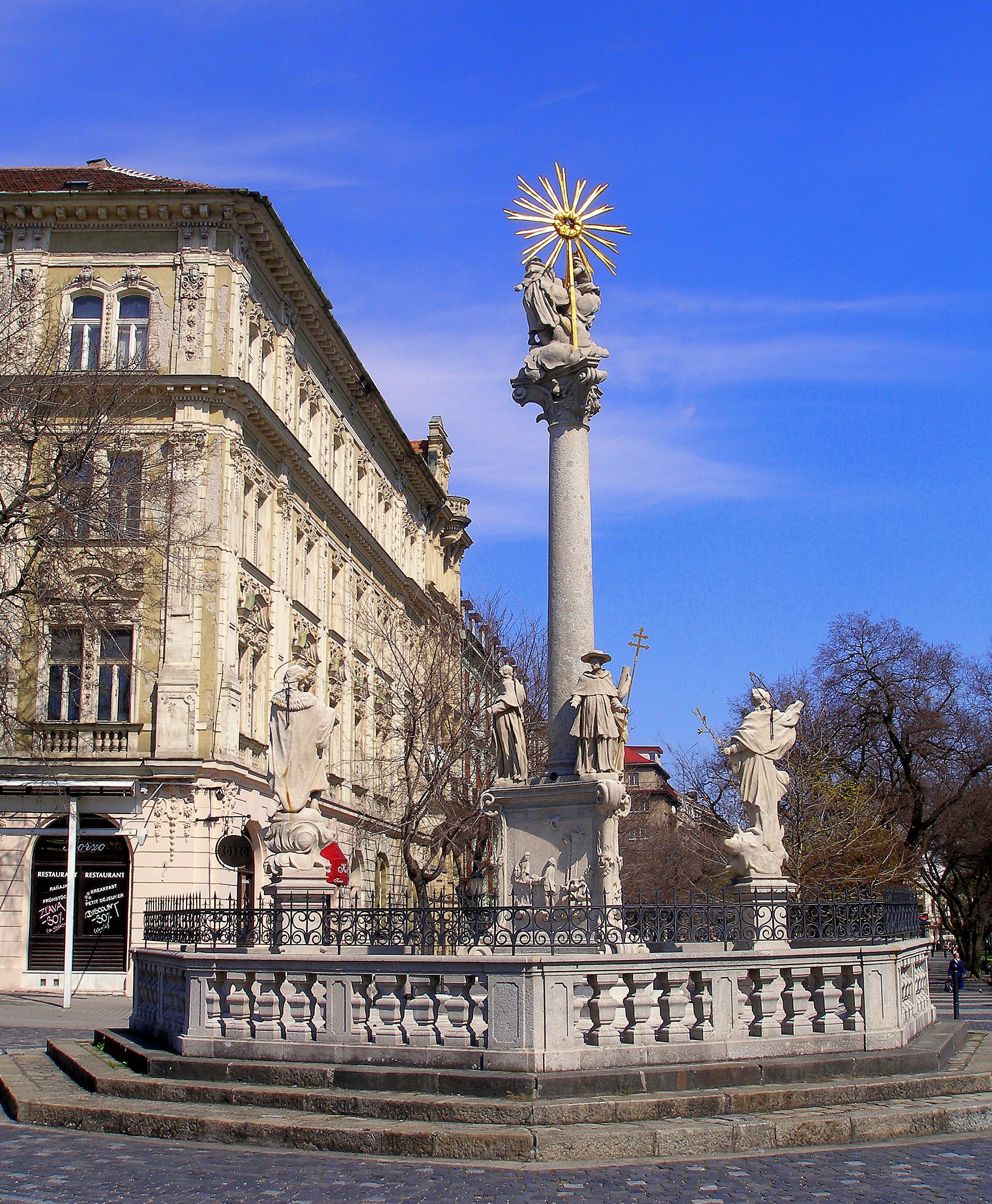
Чумная колонна была построена в 1713 году как напоминание об эпидемии чумы.

Хотя Рыбная площадь и занимала территорию на окраине города, это было живописное городское пространство. Поскольку от первоначальной застройки площади почти ничего не сохранилось, представление о ее облике мы можем составить лишь на основании архивных изображений.
Наибольшее развитие строительства площадь получила на рубеже XVIII и XIX веков. Тогда же сюда было пристроено несколько зданий, но они были построены на более старых, зачастую средневековых фундаментах. Первоначальные постройки, стоявшие здесь с 16-го и 17-го веков, уступили место новым постройкам, а соседние участки часто объединялись. Первоначально невысокие одноэтажные дома были заменены более эффектными многоэтажными зданиями. 
XIX век принес с собой преобразования в строительстве, когда, например, на южной стороне площади построены трехэтажные доходные дворцы по проекту строительной фирмы Фейглерс (в 1845 – 1847 гг.). После 1890 года на углу тогдашней площади Кошута (ныне площади Гвездослава), был построен дом в стиле барокко и классицизма, в 1894 году по проекту Диониза Мильха построили Неологическую синагогу.
От первоначальной застройки площади до наших дней сохранились только чумная колонна 1713 года и угловой дом на углу Рыбной и Гвездославовой площадей.
Барочная колонна Троицы 1713 года является напоминанием об эпидемии чумы, поразившей город в конце 1712 года. Возведение колонны, построенной на средства общественных фондов, было инициировано тогдашним архиепископом Остригомским Кристианом Августом Саским . В своем нынешнем положении столб стоит с 1981 года, когда при строительстве корпуса моста его пришлось сместить с первоначального места.
Хотя здание Неологической синагоги занимало угол улиц Жидовской и Панской, его юго-западный угол доходил до северного края Рыбной площади.

Здание синагоги в мавританском стиле было построено в 1893 – 1893 годах по проекту архитектора Диониза Мильха.